# Mistrzostwa Polski w Kolarstwie Szosowym 2008
Mistrzostwa Polski w kolarstwie szosowym 2008 odbyły się w dniach 26-29 czerwca 2008 roku w Złotoryi.
Zarówno jazda indywidualna na czas, jak i wyścig ze startu wspólnego odbyły się na tej samej, liczącej niespełna 22 kilometry pętli. Tytułów mistrzów Polski elity bronili Łukasz Bodnar w jeździe na czas oraz Tomasz Marczyński w wyścigu ze startu wspólnego. Do Złotoryi nie przyjechał jedyny polski kolarz ścigający się regularnie ze światową czołówką - Sylwester Szmyd i tym samym wykluczył się ze startu na olimpiadzie.

## Wyniki
| Konkurencja:                                                           | Złoto:                        | Wynik         | Srebro:                      | Wynik         | Brąz:                                      | Wynik         |
| jazda ind. na czas kobiet (18,1 km) (26.06.2008)                       | Bogumiła Matusiak Primus Łódź | 28.31 min     | Paulina Brzeźna AA Drink     | 28.38 min     | Joanna Ignasiak Pol-Aqua                   | 28.56 min     |
| jazda ind. na czas elity mężczyzn (43,6 km) (26.06.2008)               | Łukasz Bodnar DHL Author      | 56.40 min     | Maciej Bodnar Liquigas       | 56.43 min     | Mateusz Taciak C.C. Etupes/Limaro Kórnik   | 57.20 min     |
| wyścig ind. ze startu wspólnego elity mężczyzn (218 km) (29.06.2008)   | Marcin Sapa DHL Author        | 5:13.44 godz. | Bartłomiej Matysiak Legia    | 5:13.44 godz. | Maciej Bodnar Liquigas                     | 5:13.54 godz. |
| jazda ind. na czas młodzieżowców (30, 5 km) (26.06.2008)               | Jarosław Marycz FidBic.com    | 39.19 min     | Łukasz Modzelewski Legia     | 39.35 min     | Maciej Paterski U.C.Basso Piave/KTK Kalisz | 39.38 min     |
| wyścig ind. ze startu wspólnego kobiet (109 km) (28.06.2008)           | Paulina Brzeźna AA Drink      | 2:28.51 godz. | Małgorzata Jasińska Pol-Aqua | 2:28.56 godz. | Anna Harkowska Brothers Bikes Berlin 1901  | 2:29.01 godz. |
| wyścig ind. ze startu wspólnego kobiet do lat 23 (109 km) (28.06.2008) | Aleksandra Dawidowicz Halls   | 2:59.31 godz. | Aleksandra Wnuczek Pol-Aqua  | 2:59.38 godz. | Magdalena Pyrgies MKS Start Peugeot Lublin | 2:59.56 godz. |
| wyścig ind. ze startu wspólnego młodzieżowców (174,4 km) (28.06.2008)  | Piotr Osiński Pacific Toruń   | 4:07.43 godz. | Adrian Honkisz Pacific Toruń | 4:07.49 godz. | Marcin Urbanowski Legia                    | 4:07.57 godz. |